# Coma mixedematoso
Coma mixedematoso é uma complicação do hipotireoidismo severo, incomum, mas com elevada mortalidade. É uma emergência médica caracterizada por declínio progressivo da consciência, baixa temperatura corporal (hipotermia), pouca glicose no sangue (hipoglicemia), pressão arterial baixa (hipotensão), oxigenação insuficiente (hipoxia) e frequência cardíaca baixa (bradicardia). Ironicamente não é necessário detectar depósitos de mucopolissacarídeos na pele (mixedema) para seu diagnóstico.
Mixedema (do grego antigo míxa muco e oídema inchaço) é um endurecimento da pele da perna (mixedema pretibial) e que causa protusão dos olhos (exoftalmia) também como complicação associada ao hipotiroidismo severo.

## Causa
Ocorre quando uma pessoa com hipotiroidismo sofre um evento estressante como uma infecção urinaria, pneumonia, infarto do miocárdio ou acidente vascular cerebral que reduz a atividade da tiroides ainda mais. A maioria dos casos afeta mulheres idosas, que frequentemente acreditam que seus sintomas são causados pela velhice, dieta ou por outras doenças. Os níveis de hormônio da tiroide, responsável pela atividade metabólica do organismo, caem causando progressiva redução dos signos vitais até a vítima cair em coma.

## Tratamento
É uma emergência médica fatal em uma questão de dias, que requer hospitalização prolongada na UTI para observação atenta e tratamento de anormalidades na respiração, controle de temperatura, pressão arterial e níveis de íons (sódio, potássio e cálcio). A pedra angular do tratamento são as injeção de hormônios tireoidais (T3 e T4). Ventilação mecânica pode ser necessária, bem como a reposição de fluidos, agentes vasopressores, reaquecimento cuidadoso e corticosteroides (para possível insuficiência adrenal que pode ocorrer juntamente com hipotireoidismo). A correção cuidadosa dos baixos níveis de sódio pode ser feita com soluções salinas hipertônicas ou antagonistas dos receptores da vasopressina. Não se recomenda administração de remédios por sonda nasogástrica.